# Raman-Streuung

Rayleigh-, Stokes-Raman- und Anti-Stokes-Raman-Streuung

Als Raman-Streuung (auch Raman-Effekt oder Smekal-Raman-Effekt) wird die unelastische Streuung von Licht an Molekülen bezeichnet. Sie ist nach C. V. Raman benannt, der den Effekt 1928 erstmals nachweisen konnte.
Durch die inelastische Wechselwirkung findet eine Energieübertragung statt, d. h., das gestreute Licht besitzt eine höhere oder niedrigere Frequenz als der einfallende Lichtstrahl und ist spezifisch für das streuende Atom bzw. Molekül. Aufgrund des kleineren Streuquerschnittes ist der Anteil des frequenzverschobenen Lichtes jedoch um einen Faktor 103 bis 104 geringer als das Licht der elastischen Streuung, welche als Rayleigh-Streuung bezeichnet wird.

## Geschichte
Der Effekt wurde 1923 von Adolf Smekal vorhergesagt – deswegen auch ab und zu Smekal-Raman-Effekt – und am 28. Februar 1928 durch C. V. Raman und K. S. Krishnan (an Flüssigkeiten) sowie unabhängig davon durch Grigory Landsberg und Leonid Mandelstam (an Kristallen) nachgewiesen. Raman erhielt dafür 1930 den Nobelpreis in Physik.

## Beschreibung
Findet eine Wechselwirkung zwischen einem Photon und einem Molekül oder einem Kristall statt, so kommt es mit einer sehr geringen Wahrscheinlichkeit zu einer Energieübertragung zwischen dem anregenden Photon und der angeregten Materie, bei der sich die Rotations- und Schwingungsenergie des beteiligten Moleküls bzw. die Schwingungsenergie im Kristallgitter ändert. Beide Richtungen der Energieübertragung sind möglich:
- Stokes-Raman-Streuung (vgl. Stokes-Verschiebung): Energieübertragung durch das Photon auf das streuende Molekül. Dieses befindet sich nach dem Streuvorgang auf einem höheren Energieniveau als zuvor, die Energie und die Frequenz des gestreuten Photons sind geringer als die des anregenden Photons.
- Anti-Stokes-Raman-Streuung: Energieübertragung durch das streuende Molekül auf das Photon. Dieses befindet sich nach dem Anregungsvorgang auf einem niedrigeren Energieniveau als zuvor, das gestreute Photon besitzt höhere Energie und höhere Frequenz als zuvor.

Die Energiedifferenz zwischen eingestrahltem und gestreutem Photon ist über die Planck-Konstante linear mit der Raman-Frequenzverschiebung verknüpft und charakteristisch für das streuende Molekül:
{\displaystyle \Delta E_{\mathrm {Raman} }=h\cdot \Delta \nu _{\mathrm {Raman} }=\hbar \cdot \Delta \omega _{\mathrm {Raman} }} (hierbei steht {\displaystyle \nu } für die Frequenz der Schwingung des Moleküls)
Liegt das streuende Molekül in gasförmiger oder flüssiger Phase vor, so werden Molekülschwingungen und ‑drehungen betrachtet. Handelt es sich bei der Probensubstanz um einen kristallinen Festkörper, sind Gitterschwingungen (Phononen), Elektron-Loch-Anregungen oder Spinflip-Prozesse für den Raman-Effekt verantwortlich.

### Unterschiede zur Fluoreszenz
Bei der Fluoreszenz wird das System durch Absorption eines Photons angeregt und emittiert nach der Lebensdauer des angeregten Zustands wiederum ein Photon, dessen Energie kleiner oder gleich der des ursprünglichen ist. Voraussetzung für das Auftreten von Fluoreszenz ist, dass das ursprüngliche Photon resonant zu einem atomaren oder molekularen elektronischen Übergang sein muss. Die Raman-Streuung hingegen ist kein Resonanzphänomen. Die Streuung erfolgt hier – wie beispielsweise auch die Rayleigh-Streuung – über virtuelle Niveaus, tritt also auch für Photonenenergien außerhalb einer atomaren Resonanz auf.

### Physikalische Beschreibung
Zur Berechnung der Wechselwirkung von Materie und Licht dient der Raman-Tensor {\displaystyle \mathbf {R} }, der den Zusammenhang der Streuintensität {\displaystyle I_{\mathrm {s} }} mit der Polarisation {\displaystyle {\hat {e}}_{\mathrm {i} }} des eingestrahlten Lichts und der Polarisation {\displaystyle {\hat {e}}_{\mathrm {s} }} des gestreuten Lichts beschreibt:
{\displaystyle I_{\mathrm {s} }\sim |{\hat {e}}_{\mathrm {i} }\cdot \mathbf {R} \cdot {\hat {e}}_{\mathrm {s} }|^{2}.}
Da {\displaystyle {\hat {e}}_{\mathrm {i} }} und {\displaystyle {\hat {e}}_{\mathrm {s} }} experimentell frei wählbar sind, bestimmt allein der Raman-Tensor das Streuverhalten der Materie. Er wird sowohl durch die Symmetrie des Festkörpers (bzw. Moleküls) als auch durch die Symmetrie der Gitterschwingung (bzw. Molekülschwingung) vorgegeben. Entscheidend ist hier die Kenntnis der Punktgruppen und der möglichen Symmetrieoperationen.
Mit Hilfe des Raman-Tensors lassen sich die Raman-Auswahlregeln bestimmen.

### Raman-Streuung in Plasmen
Während man in der Atom- und Molekülphysik unter dem Raman-Effekt meist die inelastische Streuung von Licht an Gitterschwingungen versteht, meint man in der Plasmaphysik damit die Streuung an Plasmawellen. Das Licht verstärkt die Plasmawelle während des Streuprozesses (Raman-Instabilität). Das Plasma wird dabei aufgeheizt.
In der Vorwärtsrichtung sieht man im Spektrum zwei spektrale Seitenbänder mit den Kreisfrequenzen
{\displaystyle \omega =\omega _{\mathrm {L} }\pm \omega _{\mathrm {p} }},
wobei
- {\displaystyle \omega _{\mathrm {L} }} die Kreisfrequenz des einstrahlenden Lasers ist und
- {\displaystyle \omega _{\mathrm {p} }={\sqrt {\frac {n_{e}e^{2}}{\varepsilon _{0}m_{\mathrm {e} }}}}} die Plasmafrequenz im freien Plasma
  - {\displaystyle n_{e}} die Elektronendichte (Anzahl pro Volumen)
  - e die Elementarladung
  - {\displaystyle m_{\mathrm {e} }} die Elektronenmasse
  - {\displaystyle \varepsilon _{0}} die elektrische Feldkonstante.

In Rückwärtsrichtung sieht man meistens nur die Laserfrequenz {\displaystyle \omega _{\mathrm {L} }} und die Stokesfrequenz
{\displaystyle \omega _{\mathrm {S} }=\omega _{\mathrm {L} }-\omega _{\mathrm {p} }}.
Für ein Elektronengas im metallischen Festkörper gilt:
- {\displaystyle \omega _{\mathrm {p} }={\sqrt {\frac {n_{e}e^{2}}{\varepsilon _{0}\varepsilon _{\text{Rumpf}}m^{*}}}}}
  - {\displaystyle \varepsilon _{\text{Rumpf}}}: relative Permittivität des Ionenrumpfes des Metallkristalls
  - {\displaystyle m^{*}}: effektive Masse.

### Resonanz-Raman-Effekt
Wenn die Frequenz des anregenden Photons resonant mit einem elektronischen Übergang im Molekül bzw. Kristall ist, ist die Streueffizienz um zwei bis drei Größenordnungen erhöht.

### Phonon-Raman-Streuung
Phonon-Raman-Streuung bezeichnet die inelastische Lichtstreuung an optischen Gitterschwingungen (optischen Phononen) in Kristallen. Die Streuung an akustischen Phononen nennt man Brillouin-Streuung.
Der Zustandsraum der Phononen im kristallinen Festkörper kann durch die Phonon-Bandstruktur veranschaulicht werden. Es handelt sich dabei um Energieflächen im Raum der Wellenzahlen. Ein Festkörper aus N Einheitszellen mit r-atomiger Basis besitzt im Dreidimensionalen 3r Dispersionszweige mit je N Schwingungszuständen, also insgesamt 3Nr Schwingungsmodi. Diese 3r Dispersionszweige teilen sich in 3 akustische Zweige und 3r-3 optische Zweige auf. Für akustische Phononen verschwindet die Frequenz im Grenzfall langer Wellenlängen linear, die Steigung ist durch die Schallgeschwindigkeit gegeben. Optische Phononen haben dagegen eine feste endliche Frequenz im Grenzfall langer Wellenlängen.
Da die Wellenlänge von sichtbarem Licht deutlich größer ist (mehrere Größenordnungen) als der Atomabstand im Festkörper, bedeutet dies im reziproken Raum, dass die Anregung von Gitterschwingungen durch Licht nahe am Γ-Punkt stattfindet, d. h. im kleinen Bereich um das Zentrum der 1. Brillouin-Zone. Das hat zur Folge, dass der Impulsübertrag nur sehr klein ist.
Eine Anregung von mehreren Phononen, deren Gesamtimpuls nahe Null ist, ist ebenfalls möglich (Mehrphononenprozess). Ein Beispiel ist die Anregung von zwei entgegengesetzt laufenden transversal-akustischen Phononen am X-Punkt (2TAX), deren Energien sich addieren. Ihr Gesamtimpuls ist aber null.

### Elastische Streuung von hochenergetischer Strahlung
Streuung von hochenergetischen elektromagnetischen Wellen (mind. Röntgenstrahlung) an freien (bzw. quasifreien) Elektronen bezeichnet man als Compton-Streuung. Da keine inneren Freiheitsgrade angeregt werden, ist der Stoß elastisch. Bei dem Streuprozess wird Energie auf das Elektron übertragen: Dessen Impuls vergrößert sich, daher ist die Streuung inelastisch. Bei kleineren Energien des einfallenden Lichtes ist der Impulsübertrag vom streuenden Licht auf das Elektron jedoch vernachlässigbar. Diese Streuung ist elastisch und heißt Thomson-Streuung.

## Anwendung
Die Raman-Streuung bildet die Grundlage für die Raman-Spektroskopie, die zur Untersuchung von Materialeigenschaften wie Kristallinität, Kristallorientierung, Zusammensetzung, Verspannung, Temperatur, Dotierung usw. eingesetzt wird. Des Weiteren wird die Raman-Streuung und deren Temperaturabhängigkeit in Glasfasern für die ortsaufgelöste Faseroptische Temperaturmessung (engl. distributed temperature sensing, DTS) genutzt.
Bei der Multi-Axis- oder satellitengestützten differenziellen optische Absorptionsspektroskopie in Luft müssen die aufgenommenen Spektren entsprechend der Ramanstreuung korrigiert werden, um Rückschlüsse auf Absorber mit geringerer optischer Dichte ziehen zu können. Die Ramanstreuung bewirkt, dass die Fraunhoferlinien und Absorptionslinien atmosphärischer Absorber, je nach Lichtweglänge und Streuwinkel in der Atmosphäre, „aufgefüllt“ werden. Die so erklärten optischen Dicken betragen bis zu 0,1. Hierzu tragen sowohl Rotations- als auch Vibrationsramanstreuung und die Kombination der beiden Effekte bei.

## Oberflächenverstärkte Raman-Streuung

### Geschichte
Dieser Effekt wurde erstmals von Martin Fleischmann et al. 1974 bei der Untersuchung der Adsorption von Pyridin auf einer rauen Silberelektrodenoberfläche beobachtet. Sie erklärten die gefundenen Intensitäten der Raman-Signale damit, dass die durch die Rauheit entsprechend größere Oberfläche eine erhöhte Adsorption von Pyridin-Molekülen ermöglicht und somit höhere Signalintensitäten bedingt, weshalb sie ihrer Entdeckung keine angemessene Bedeutung beimaßen. Somit geht die eigentliche Entdeckung des SERS-Effekts auf Jeanmaire und van Duyne sowie Albrecht und Creighton zurück.

### Beschreibung
Raman-Streuung von Molekülen besitzt einen sehr kleinen Streuquerschnitt (ca. 10−30 cm²), so dass man eine relative hohe Konzentration an Molekülen benötigt, um ein detektierbares Signal zu erhalten; Raman-Spektren einzelner Moleküle sind so nicht möglich. Wenn sich das Molekül aber nahe einer metallischen Oberfläche (vor allem Silber und Gold) befindet, kann das Raman-Signal extrem verstärkt werden. Dies ist die so genannte oberflächenverstärkte Raman-Streuung (surface enhanced raman scattering, SERS). Hierbei werden zwei Mechanismen diskutiert:
1. Bei der chemischen Verstärkung bildet das Molekül einen Komplex, welcher neue Energieniveaus gegenüber dem Molekül besitzt. Angeregte Elektronen können vom Metall zum Molekül und zurück springen und dabei das Molekül in einem angeregten Schwingungszustand zurücklassen. Man spricht auch von einem vorübergehenden Ladungsübergang. Es werden Verstärkungen bis zu 102 angegeben. Damit sich ein Komplex bilden kann, wird eine chemische Bindung zwischen Metall und Molekül benötigt, d. h., das Molekül muss an der Oberfläche chemisorbiert sein.
2. Die elektromagnetische Verstärkung beruht auf Anregung von Oberflächenplasmonen im Metall, welche an Spitzen an der Oberfläche oder in Partikeln lokal sehr hohe Felder erzeugen kann. Dieses Feld zusammen mit dem einfallenden Licht regen das Molekül an und führen so zu einer verstärkten Raman-Streuung. Es werden Verstärkungen in der Größenordnung 106 bis 1010 diskutiert. Über der Oberfläche fällt dieser Effekt rasch ab (etwa mit der neunten Potenz des Abstandes r, also r9), aber das Molekül braucht nicht an der Oberfläche gebunden zu sein.

Wenn beide Effekte zusammen mit dem Resonanz-Raman-Effekt wirken, ist es möglich, Raman-Spektren einzelner Moleküle zu detektieren.

### Anwendungen
Die Möglichkeit, verschiedene Zusammensetzungen von Stoffen im Nanogramm-Bereich zu detektieren, macht die oberflächenverstärkte Raman-Spektroskopie zu einer vielfältig einsetzbaren analytischen Methode in den Bereichen Pharmazie, Materialwissenschaften, Forensik und Sicherheitswissenschaften. Unter anderem Drogen- und Explosivstoff-Detektoren sind in diesem Bereich mögliche Einsatzgebiete.